# 천로역정(합질)
천로역정(합질)은 서울특별시 서대문구, 연세대학교 학술정보원에 있는 책이다. 존 번연의 《천로역정》을 한국어로 번역하였다. 2017년 5월 29일 대한민국의 국가등록문화재 제685호로 지정되었다.

## 지정 사유
개화기 번역문학의 효시로서 국어국문학사적 의의가 클 뿐만 아니라 당시 유명한 풍속화가 기산(箕山) 김준근(金俊根)의 한국화적인 삽화가 들어 있어 한국 개신교 미술의 효시로 평가되며, 우리나라 인쇄출판사상 희귀하게 목판본과 신활자본 등 두 종의 판으로 동시에 발행하였다. 초판본을 소장하고 있는 기관 중 초판본 2종(목판본과 신활자본)을 완본으로 소장하고 있고, 보존 상태가 양호한 연세대학교 학술정보원 소장의 2종 5책을 「천로역정(합질)」이라는 명칭으로 등록하여 보존할 가치가 있다.

## 참고 자료
- 천로역정(합질) - 국가유산청 국가유산포털